# Español Guayaquil
Español – ekwadorski klub piłkarski z siedzibą w mieście Guayaquil.

## Osiągnięcia
- Awans do I ligi: 1965

## Historia
Klub zadebiutował w I lidze w 1966 roku i zajął ostatnie 8. miejsce. Español jednak tym razem nie spadł, gdyż ligę powiększono do 10 klubów. W 1967 znów było ostatnie miejsce (tym razem 10), co przyniosło nieuchronny spadek. Jak dotąd były to jedyne dwa występy klubu Español w najwyższej lidze ekwadorskiej. Łącznie w najwyższej lidze klub rozegrał 32 mecze, z których 6 wygrał, 5 zremisował i 21 przegrał, zdobywając przy tym 35 bramek i tracąc 63 bramki.